# Сидни Лумет
Сѝдни Лумèт (на английски: Sidney Lumet (1924-2011), на английски се произнася по-близо до Loo-MET) е американски кинорежисьор, носител на почетен „Оскар“ за цялостно творчество (2005) .

## Биография
Лумет е роден във Филаделфия, но израства в Манхатън. Учи театрално изкуство и завършва Колумбийския университет.
Родителите на Лумет, Бараух и Юджиния Лумет са ветерани в театъра на идиш и са емигранти от полско-еврейски произход. Баща му е роден във Варшава и работи като актьор, режисьор, продуцент и сценарист. Майката на Лумет, която е танцьорка умира докато той е още дете. Той прави професионалния си дебют по радиото на четири-годишна възраст, а на пет дебютира и на театралната сцена. Като дете участва и в много продукции на Бродуей.
През 1935 г., на 11, Лумет се участва в късометражния филм на Хенри Лин Папиросен (означаващо цигари на идиш). На петнадесет прави първата си и единствена роля в пълнометражен филм в Една трета от нация.
Втората световна война прекъсва ранната му актьорска кариера и той прекарва три години в американската армия. След завръщането му от служба в Индия и Бурма (1942-1946), където отстранява проблеми с радарите, Лумет организира собствена актьорска трупа и става неин режисьор. По това време също така преподава актьорско майсторство.
Филмографията му наброява около 50 заглавия, сред които „Дванадесет разгневени мъже“ (дебютът му през 1957 г. с Хенри Фонда в главната роля), „Серпико“ (1973, с Ал Пачино), „Кучешки следобед“ (1975, отново с Пачино), „Телевизионна мрежа“ (1976, с Питър Финч и Фей Дънауей), „Присъдата“ (1982, с Пол Нюман, по сценарий на Дейвид Мамет) и много други.
Последният му филм е от 2007 г. – „Игрите на дявола“.
Сидни Лумет е автор и на документалната книга „Making Movies“.

## Филмография
| Година | Филм                          | Оригинално заглавие                | Бележки |
| ------ | ----------------------------- | ---------------------------------- | ------- |
| 1957   | Дванадесет разгневени мъже    | 12 Angry Men                       |         |
| 1958   | Поразителна сцена             | Stage Struck                       |         |
| 1959   | Този вид жена                 | That Kind of Woman                 |         |
| 1960   | Бегълци                       | The Fugitive Kind                  |         |
| 1962   | Изглед от моста               | A View from the Bridge             |         |
| 1962   | Дългият път на деня към нощта | Long Day's Journey into Night      |         |
| 1964   | Лихварят                      | The Pawnbroker                     |         |
| 1964   |                               | Fail Safe                          |         |
| 1965   | Могилата                      | The Hill                           |         |
| 1966   | Групата                       | The Group                          |         |
| 1966   | Смъртоносна афера             | The Deadly Affair                  |         |
| 1968   | Довиждане Брейвърмен          | Bye Bye Braverman                  |         |
| 1968   | Чайката                       | The Sea Gull                       |         |
| 1969   | Назначението                  | The Appointment                    |         |
| 1970   |                               | Last of the Mobile Hot Shots       |         |
| 1971   | Записите на Андерсън          | The Anderson Tapes                 |         |
| 1972   | Детска игра                   | Child's Play                       |         |
| 1973   | Престъплението                | The Offence                        |         |
| 1973   | Серпико                       | Serpico                            |         |
| 1973   | Обичам Моли                   | Lovin' Molly                       |         |
| 1974   | Убийство в Ориент Експрес     | Murder on the Orient Express       |         |
| 1975   | Кучешки следобед              | Dog Day Afternoon                  |         |
| 1976   | Телевизионна мрежа            | Network                            |         |
| 1977   | Еквус                         | Equus                              |         |
| 1977   | Магьосникът                   | The Wiz                            |         |
| 1980   | Просто ми кажи какво искаш    | Just Tell Me What You Want         |         |
| 1981   | Принцът на града              | Prince of the City                 |         |
| 1982   | Смъртоносен капан             | Deathtrap                          |         |
| 1982   | Присъдата                     | The Verdict                        |         |
| 1983   | Даниел                        | Daniel                             |         |
| 1984   |                               | Garbo Talks                        |         |
| 1986   | Сила                          | Power                              |         |
| 1986   | На следващата сутрин          | The Morning After                  |         |
| 1988   | Тичане напразно               | Running on Empty                   |         |
| 1989   | Семеен бизнес                 | Family Business                    |         |
| 1989   | Въпроси и отговори            | Q&A                                |         |
| 1992   | Непознат сред нас             | A Stranger Among Us                |         |
| 1993   | Фатален грях                  | Guilty as Sin                      |         |
| 1997   | Нощните водопади в Манхатън   | Night Falls on Manhattan           |         |
| 1997   | Интензивно отделение          | Critical Care                      |         |
| 1999   | Глория                        | Gloria                             |         |
| 2006   | Виновен                       | Find Me Guilty                     |         |
| 2007   | Игрите на дявола              | Before the Devil Knows You're Dead |         |